# Blåsvart björkstekel
Blåsvart björkstekel, Arge pullata, är en stekel i familjen borsthornsteklar (Argidae) i underordningen växtsteklar (Symphyta). Arten, som relativt nyligen kommit till Sverige, är känd för larvernas giftighet, som orsakat dödsfall bland betande husdjur.

## Beskrivning
Den blåsvarta björkstekeln är robust byggd med hela kroppen svart till blåsvart. Vingarna är mörka, med spetsarna på framvingarna och hela bakvingarna halvgenomskinliga. Längden är 10 till 12 mm. Larverna har vitaktig rygg och gula sidor och buk, med svarta ben, bukfötter och huvud. Ryggen har sex rader av oregelbundna, svarta fläckar.

## Ekologi
Artens värdväxt är björk. Honan lägger i juni-juli ägg i kanten av björkens blad, och larverna äter bladen. Björkarna kan bli helt kalätna, vilket troligtvis inte skadar dem allvarligt, eftersom angreppen brukar ske i slutet av tillväxtperioden. I augusti-september vandrar larverna ner från björkarna för att spinna en kokong och förpuppa sig i marken. Där övervintrar de och kläcks på våren.
Kända parasiter är bland andra brokparasitsteklarna Scolobates testaceus och Endasys parviventris, bredlårstekeln Conura xanthostigma och parasitflugan Vibrissina turrita.

### Giftighet
Då larverna vandrar ner från björkarna eller faller ner från kalätna träd kan de förekomma i stor mängd i markvegetationen och förtäras av betande djur. Larverna är starkt giftiga, sannolikt som skydd mot rovdjur. Deras skarpa teckning i gult och svart är troligen en varningsfärg.
Giftet, som kallas lophyrotomin, är en oktapeptid, åtta aminosyror i följd, varav fyra är D-aminosyror. Sekvensen är C6H5CO-(D)Ala-(D)Phe-(L)Val-(L)Ile-(D)Asp-(L)Asp-(D)Glu-(L)Gln. Djur som får i sig giftet insjuknar och dör, och obduktion visar massiva lever- och njurskador med nekros av lever- och njurcellerna.
Ett utbrott av förgiftning hos får, orsakad av larver av Arge pullata, inträffade i Danmark september 1984. Omkring 250 får blev förgiftade, varav 50 dog. Flera andra arter av växtsteklar i familjen Argidae har liknande gifter, som orsakat förgiftningar hos nötkreatur, får och svin i bland annat Uruguay och Australien.

## Utbredning
Globalt finns den blåsvarta björkstekeln från Europa över Sibirien till Japan och Kina.
Första fyndet i Sverige av den blåsvarta björkstekeln gjordes 2002 i Skanör (enligt andra källor redan 2000 på Falsterbonäset). Fram till 2006 påträffades den bara kring Falsterbonäset. 2013 rapporterades kalätning av björk i södra tredjedelen av Skåne, och 2016 hade arten spritt sig till nordöstra Skåne. Fynd har även gjorts i Halland och sydvästra Småland, men numera (2019) verkar spridningen ha upphört. Ännu (2022) är artens rödlistestatus inte bedömd av Artdatabanken. I Finland där arten är väletablerad, om än rödlistad som sårbar (VU), har den främst observerats vid sydkusten, med enstaka fynd norrut till Birkaland. Den har funnits länge i landet; de första registrerade observationerna gjordes så tidigt som 1917.
I Danmark är arten känd sedan 1972, och den tros ha kommit dit från Baltikum.